# 米蘭·庫昌
米蘭·庫昌（發音：[ˈmíːlaŋ ˈkúːtʃan]；1941年1月14日—），斯洛維尼亞政治家，曾任第一任斯洛維尼亞總統。